# フルクタン β-フルクトシダーゼ
フルクタン β-フルクトシダーゼ(Fructan beta-fructosidase, EC 3.2.1.80)は、系統名をβ-D-フルクタン フルクトヒドロラーゼ(beta-D-fructan fructohydrolase)という酵素である。以下の化学反応を触媒する。
フルクタン中の非還元末端(2->1)-及び(2->6)-結合β-D-フルクトフラノース残基を加水分解する。
イヌリン及びレバン、またスクロースも加水分解する。